# 蒙古族
蒙古族是东亚、中亞的主要民族之一，主要分布在蒙古國、中华人民共和国北方。全球蒙古族人口约1,000万人，其中600萬人居住在中国大陸境内，350万-360万人居住在蒙古国境内，100万-110万人居住在俄罗斯。於中國大陸的蒙古族主要居住於內蒙古自治区和新疆、辽宁、吉林、黑龙江、甘肃、青海、河北等省、自治区的各蒙古族自治州、县；而在俄罗斯的則主要居住於布里亞特共和國、卡爾梅克共和國、图瓦共和国及阿尔泰共和国。
現代蒙古人的祖先稱為原始蒙古人，在經過蒙古帝国扩张與突厥人、通古斯人、漢人等族群混合後，形成今天的蒙古族。到近代19世紀末以後，由於「民族」一詞的含義引入，「蒙古族」便就取代「蒙古人」成為這一族群的正式名稱。蒙古族所說的蒙古语属蒙古语系。

## 历史
蒙古人是由古代众多的游牧民族组成的，主体是讲蒙古语的部落，其远祖為原始蒙古人，歷史可追溯到匈奴和东胡。因為長期與突厥民族同居在中亞草原上，成為後世蒙古人的兩大先祖。
東胡被匈奴单于冒顿击败后，被併入匈奴之中，其部眾退居乌桓山和鲜卑山，分為烏桓和鲜卑二族。烏桓在被曹操征伐之后衰落，鲜卑一族崛起，在西晋晋武帝时代，鲜卑主要分为段部、慕容部、拓跋部、乞伏部、秃发部、宇文部和拓跋部的别支柔然等。其中柔然与北魏拓跋氏多次交战。柔然被突厥系民族击败后，分为南北两支。柔然的南支逃到辽河上游，成为小部分契丹人的宗源。北支逃到雅布洛诺夫山脉以東、外兴安岭以南的地区，是蒙兀室韦的祖先之一。《旧唐书》有“蒙兀室韦”，“蒙兀” 与“蒙古”是同名异译。
北宋时，在蒙古高原上的突厥系民族的统治逐渐衰落，居住于今日中华人民共和国内蒙古自治区额尔古纳市、俄罗斯联邦赤塔州和蒙古国东方省地区的室韦部落，包括居住于额尔古纳河东岸（今中华人民共和国内蒙古自治区额尔古纳市）的成吉思汗祖先的蒙兀室韦诸部，开始西迁至蒙古高原内部，号黑鞑靼。漠北诸部中，黄金家族来自室韦诸部，是成吉思汗家族的嫡系後裔。室韦诸部在突厥语中称作鞑靼。契丹征服阻卜后，黑鞑靼自号尼伦部。
13世纪初，合不勒汗（铁木真曾祖）统一尼伦各部，建立蒙兀国，铁木真（成吉思汗）所領導名為蒙古的集團迅速崛起，统一了漠北各部落，蒙古一词成为各部的共同名称，1206年即位成為成吉思汗，而蒙古大汗则成为蒙古民族君主的称号。西部蒙古诸部，则是突厥或被突厥化的部落。他清楚唯有透過對外征戰，才能讓彼此敵對的游牧民族團結一致，因此他們走上對外征討的旅程。
13世紀末，成吉思汗及其血胤在歐亞大陸急速擴張，實現了人類史上最大的版圖，蒙古的出現串連起了中國、印度、中東和地中海文明圈，其子孫於伊朗建立的政權伊兒汗國，原意為部眾，後轉有國家之意。此時蒙古族多被外界稱為「韃靼」，在俄羅斯亦有“韃靼桎梏”的說法，加深了世界對於蒙古人可怕的印象。忽必烈即位后蒙古帝国分裂为元朝和四大汗国，而四大汗国在14世纪初虽然承认了元朝名义上的宗主地位，但从此各自为政。
14世纪中叶，明朝建立，元廷退居漠北。同时，在中亚及新疆的突厥化蒙古人逐渐伊斯兰化，并失去蒙古特性。北元结束後，明朝将明代蒙古诸部分称为鞑靼和瓦剌。明末時，后金崛起，漠南蒙古诸部逐渐臣服于后金政权。终清一代，內屬蒙古被清廷所信赖和依仗。蒙古王公与清朝皇族之间的满蒙联姻政策被历代清帝忠实的执行，并形成制度化的联姻。18世纪，清廷彻底征服漠北蒙古，准噶尔汗国也随着清军的入侵而被灭亡殆尽，自此东亚的蒙古领地尽归清廷管辖。与此同时，在中国西北地区，除了伊斯兰化、突厥化的蒙兀儿人外，有多个被称为蒙古回回（蒙回）——的已经皈依伊斯兰教的蒙古語族群，他们仍保留蒙古习俗，一部分演化为蒙古族穆斯林。
清朝灭亡后，外蒙古独立，成立新的民族国家。中华人民共和国建立后，信仰伊斯兰教的蒙古回回在民族认定时，或划入回族，或成为新的民族。譬如，东乡回成为东乡族，与他类似的有保安族。

## 语言
蒙古族传统上使用蒙古语。今亦有蒙古族使用汉语（官話和晉語）或俄语等。

## 蒙古族分布

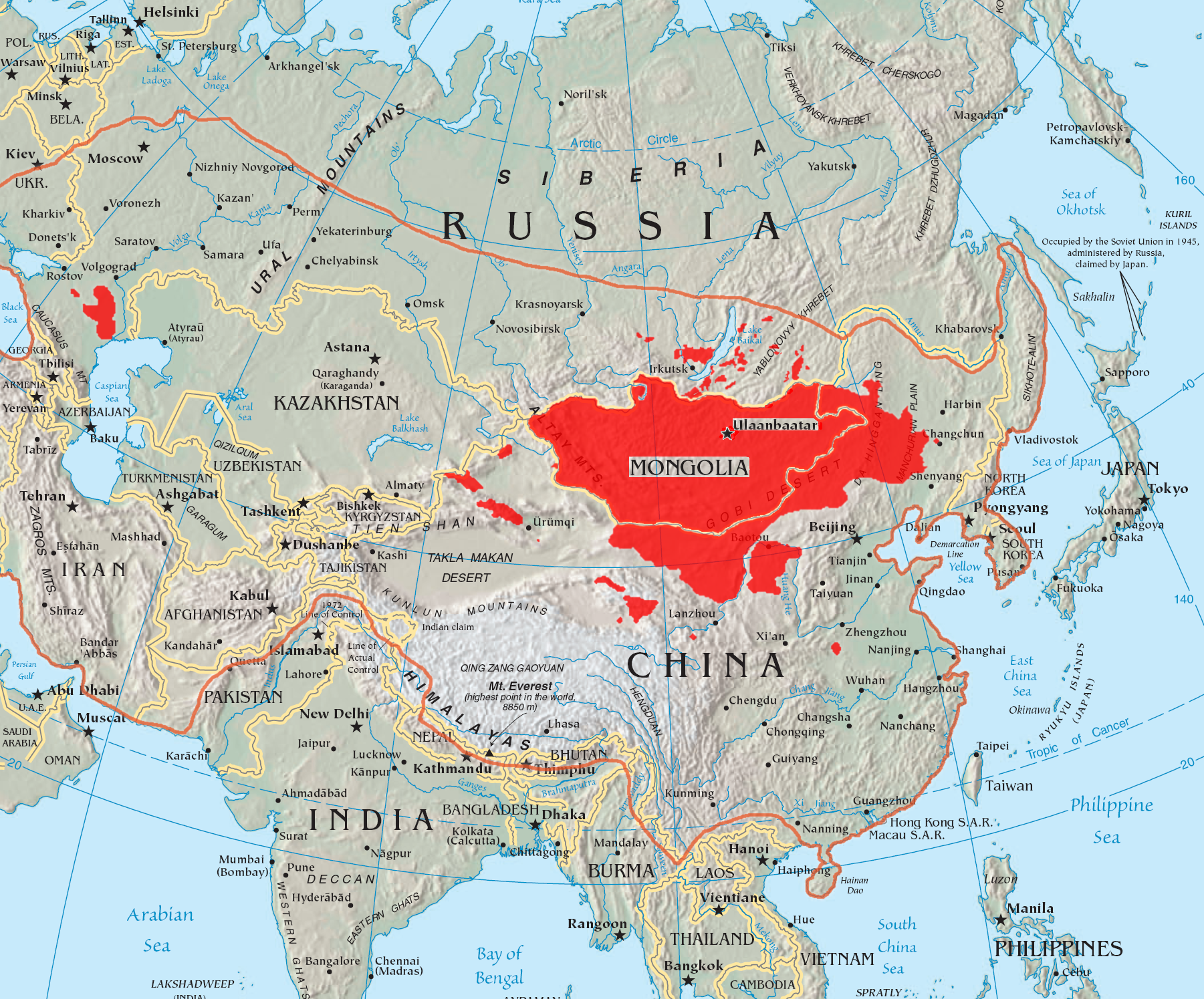
蒙古人在今天的聚居区。位于俄罗斯西南方、里海西北岸的一块是卡尔梅克人。外围橙色的轮廓是蒙古帝国鼎盛时的疆域。

### 中国境内分布
蒙古族主要分布于现今中国境内，有约6,290,204人（2020年中华人民共和国第七次人口普查）。中国蒙古族聚居区主要分布于华北和中国东北地区，还有中国西北地区，其中内蒙古自治区为蒙古族主要集中地（内蒙古蒙古族约425万人）蒙古族在中国其他省份均有分布（新疆蒙古族超过20万，青海蒙古族约11万人）其人口在少数民族中占有较大比重。鄂温克族（3万5千人）和土族（24万人）也有时被认为是蒙古人的分支。

#### 境内蒙古族部落支系
巴尔虎 · 布里亚特 · 察哈尔 · 扎鲁特 · 巴林 · 杜尔伯特 · 科尔沁 · 喀喇沁 · 克什克腾 · 苏尼特 · 乌拉特 · 乌珠穆沁 · 鄂尔多斯 · 弘吉拉 · 和硕特 · 土尔扈特 · 图瓦 · 厄鲁特 · 土默特· 图兰

#### 境内聚居地
- 内蒙古自治区
- 海西蒙古族藏族自治州（青海省）
- 巴音郭楞蒙古自治州（新疆维吾尔自治区）
- 博尔塔拉蒙古自治州（新疆维吾尔自治区）
- 围场满族蒙古族自治县（河北省承德市）
- 阜新蒙古族自治县（辽宁省阜新市）
- 喀喇沁左翼蒙古族自治县（辽宁省朝阳市）
- 前郭尔罗斯蒙古族自治县（吉林省松原市）
- 杜尔伯特蒙古族自治县（黑龙江省大庆市）
- 肃北蒙古族自治县（甘肃省酒泉市）
- 河南蒙古族自治县（青海省黄南藏族自治州）
- 和布克赛尔蒙古自治县（新疆维吾尔自治区伊犁哈萨克自治州）

| 蒙古族乡镇             | 所属省份         | 所属市州         | 所属县区         |
| 呼吉尔特蒙古族乡       | 新疆维吾尔自治区 | 伊犁哈萨克自治州 | 特克斯县         |
| 科克浩特尔蒙古族乡     | 新疆维吾尔自治区 | 伊犁哈萨克自治州 | 尼勒克县         |
| 胡松图喀尔逊蒙古族乡   | 新疆维吾尔自治区 | 伊犁哈萨克自治州 | 昭苏县           |
| 察汗乌苏蒙古族乡       | 新疆维吾尔自治区 | 伊犁哈萨克自治州 | 昭苏县           |
| 塔布勒合特蒙古族乡     | 新疆维吾尔自治区 | 塔城地区         | 乌苏市           |
| 吉尔格勒特郭楞蒙古族乡 | 新疆维吾尔自治区 | 塔城地区         | 乌苏市           |
| 额玛勒特郭楞蒙古族乡   | 新疆维吾尔自治区 | 塔城地区         | 额敏县           |
| 霍吉尔特蒙古族乡       | 新疆维吾尔自治区 | 塔城地区         | 额敏县           |
| 乔木哈纳斯蒙古族乡     | 新疆维吾尔自治区 | 阿勒泰地区       | 布尔津县         |
| 汗德尕特蒙古族乡       | 新疆维吾尔自治区 | 阿勒泰地区       | 阿勒泰市         |
| 檀营满族蒙古族乡       | 北京市           |                  | 密云区           |
| 南关蒙古族乡           | 河北省           | 承德市           | 丰宁满族自治县   |
| 庙子沟蒙古族满族乡     | 河北省           | 承德市           | 隆化县           |
| 偏坡营蒙古族乡         | 河北省           | 承德市           | 隆化县           |
| 西阿超满族蒙古族乡     | 河北省           | 承德市           | 隆化县           |
| 白虎沟蒙古族满族乡     | 河北省           | 承德市           | 隆化县           |
| 平房满族蒙古族乡       | 河北省           | 承德市           | 平泉市           |
| 蒙和乌苏蒙古族乡       | 河北省           | 承德市           | 平泉市           |
| 茅兰沟满族蒙古族乡     | 河北省           | 承德市           | 平泉市           |
| 南五十家蒙古族满族乡   | 河北省           | 承德市           | 平泉市           |
| 四家子蒙古族乡         | 辽宁省           | 沈阳市           | 法库县           |
| 柳树屯蒙古族满族乡     | 辽宁省           | 沈阳市           | 康平县           |
| 沙金台蒙古族满族乡     | 辽宁省           | 沈阳市           | 康平县           |
| 东升满族蒙古族乡       | 辽宁省           | 沈阳市           | 康平县           |
| 两关屯蒙古族满族乡     | 辽宁省           | 沈阳市           | 康平县           |
| 大堡蒙古族乡           | 辽宁省           | 丹东市           | 凤城市           |
| 东六家子满族蒙古族镇   | 辽宁省           | 阜新市           | 彰武县           |
| 西六家子满族蒙古族镇   | 辽宁省           | 阜新市           | 彰武县           |
| 二道河子蒙古族乡       | 辽宁省           | 阜新市           | 彰武县           |
| 苇子沟蒙古族乡         | 辽宁省           | 阜新市           | 彰武县           |
| 大冷蒙古族乡           | 辽宁省           | 阜新市           | 彰武县           |
| 长营子蒙古族镇         | 辽宁省           | 阜新市           | 新邱区           |
| 三家蒙古族乡           | 辽宁省           | 朝阳市           | 建平县           |
| 马友营蒙古族乡         | 辽宁省           | 朝阳市           | 北票市           |
| 下府蒙古族乡           | 辽宁省           | 朝阳市           | 北票市           |
| 三家子蒙古族乡         | 辽宁省           | 朝阳市           | 凌源市           |
| 四合当蒙古族镇         | 辽宁省           | 朝阳市           | 凌源市           |
| 刀尔登蒙古族镇         | 辽宁省           | 朝阳市           | 凌源市           |
| 松岭门蒙古族乡         | 辽宁省           | 朝阳市           | 朝阳县           |
| 乌兰河硕蒙古族乡       | 辽宁省           | 朝阳市           | 朝阳县           |
| 那木斯蒙古族乡         | 吉林省           | 四平市           | 双辽市           |
| 新艾里蒙古族乡         | 吉林省           | 白城市           | 大安市           |
| 胡力吐蒙古族乡         | 吉林省           | 白城市           | 洮南市           |
| 呼和车力蒙古族乡       | 吉林省           | 白城市           | 洮南市           |
| 莫莫格蒙古族乡         | 吉林省           | 白城市           | 镇赉县           |
| 哈吐气蒙古族乡         | 吉林省           | 白城市           | 镇赉县           |
| 向海蒙古族乡           | 吉林省           | 白城市           | 通榆县           |
| 包拉温都蒙古族乡       | 吉林省           | 白城市           | 通榆县           |
| 西艾力蒙古族乡         | 吉林省           | 白城市           | 通榆县           |
| 德顺蒙古族乡           | 吉林省           | 白城市           | 洮北区           |
| 宁姜蒙古族乡           | 黑龙江省         | 齐齐哈尔市       | 泰来县           |
| 好新蒙古族乡           | 黑龙江省         | 齐齐哈尔市       | 泰来县           |
| 胜利蒙古族乡           | 黑龙江省         | 齐齐哈尔市       | 泰来县           |
| 江桥蒙古族乡           | 黑龙江省         | 齐齐哈尔市       | 泰来县           |
| 义顺蒙古族乡           | 黑龙江省         | 大庆市           | 肇源县           |
| 浩德蒙古族乡           | 黑龙江省         | 大庆市           | 肇源县           |
| 超等蒙古族乡           | 黑龙江省         | 大庆市           | 肇源县           |
| 屋脚蒙古族乡           | 四川省           | 凉山彝族自治州   | 木里藏族自治县   |
| 项脚蒙古族乡           | 四川省           | 凉山彝族自治州   | 木里藏族自治县   |
| 大坡蒙古族乡           | 四川省           | 凉山彝族自治州   | 盐源县           |
| 凤山彝族蒙古族乡       | 贵州省           | 毕节地区         | 大方县           |
| 平山湖蒙古族乡         | 甘肃省           | 张掖市           | 甘州区           |
| 白银蒙古族乡           | 甘肃省           | 张掖市           | 肃南裕固族自治县 |
| 皇城蒙古族乡           | 青海省           | 海北藏族自治州   | 门源回族自治县   |
| 达玉蒙古族乡           | 青海省           | 海北藏族自治州   | 门源回族自治县   |
| 哈勒景蒙古族乡         | 青海省           | 海北藏族自治州   | 门源回族自治县   |
| 兴蒙蒙古族乡           | 云南省           | 玉溪市           | 通海县           |

- 东白水蒙古族自治县

#### 中国蒙古族人口分布
| 排序 | 地区             | 总人口        | 蒙古族    | 占蒙古族 人口比例（%） | 占地区 少数民族 人口比例（%） | 占地区 人口比例（%） |
|      | 合计             | 1,245,110,826 | 5,827,808 | 100                    | 5.53                          | 0.47                 |
|      | 31省份合计       | 1,242,612,226 | 5,813,947 | 99.76                  | 5.53                          | 0.47                 |
| G1   | 华北地区         | 145,896,933   | 4,223,477 | 72.47                  | 48.46                         | 2.89                 |
| G2   | 中国东北地区     | 104,864,179   | 983,493   | 16.88                  | 8.99                          | 0.94                 |
| G3   | 西北地区         | 89,258,221    | 262,890   | 4.51                   | 1.51                          | 0.29                 |
| G4   | 中南地区         | 350,658,477   | 140,134   | 2.40                   | 0.47                          | 0.04                 |
| G5   | 西南地区         | 193,085,172   | 126,493   | 2.17                   | 0.35                          | 0.07                 |
| G6   | 华东地区         | 358,849,244   | 77,460    | 1.33                   | 3.10                          | 0.02                 |
| 1    | 内蒙古自治区     | 23,323,347    | 3,995,349 | 68.56                  | 82.25                         | 17.13                |
| 2    | 辽宁省           | 41,824,412    | 669,972   | 11.50                  | 9.97                          | 1.60                 |
| 3    | 吉林省           | 26,802,191    | 172,026   | 2.95                   | 7.01                          | 0.64                 |
| 4    | 河北省           | 66,684,419    | 169,887   | 2.92                   | 5.85                          | 0.25                 |
| 5    | 新疆维吾尔自治区 | 18,459,511    | 200,000   | 2.57                   | 1.37                          | 0.81                 |
| 6    | 黑龙江省         | 36,237,576    | 141,495   | 2.43                   | 7.98                          | 0.39                 |
| 7    | 青海省           | 4,822,963     | 86,301    | 1.48                   | 3.89                          | 1.79                 |
| 8    | 河南省           | 91,236,854    | 82,170    | 1.41                   | 7.19                          | 0.09                 |
| 9    | 贵州省           | 35,247,695    | 47,531    | 0.82                   | 0.36                          | 0.13                 |
| 10   | 四川省           | 82,348,296    | 42,316    | 0.73                   | 1.03                          | 0.05                 |
| 11   | 北京市           | 13,569,194    | 37,464    | 0.64                   | 6.40                          | 0.28                 |
| 12   | 云南省           | 42,360,089    | 28,110    | 0.48                   | 0.20                          | 0.07                 |
| 13   | 山东省           | 89,971,789    | 23,743    | 0.41                   | 3.75                          | 0.03                 |
| 14   | 广东省           | 85,225,007    | 20,669    | 0.35                   | 1.63                          | 0.02                 |
| 15   | 湖南省           | 63,274,173    | 15,869    | 0.27                   | 0.25                          | 0.03                 |
| 16   | 甘肃省           | 25,124,282    | 15,774    | 0.27                   | 0.72                          | 0.06                 |
| 17   | 安徽省           | 58,999,948    | 14,354    | 0.25                   | 3.61                          | 0.02                 |
| 18   | 江苏省           | 73,043,577    | 14,167    | 0.24                   | 5.45                          | 0.02                 |
| 19   | 天津市           | 9,848,731     | 11,331    | 0.19                   | 4.24                          | 0.12                 |
| 20   | 湖北省           | 59,508,870    | 10,887    | 0.19                   | 0.42                          | 0.02                 |
| 21   | 山西省           | 32,471,242    | 9,446     | 0.16                   | 9.16                          | 0.03                 |
| 22   | 江西省           | 40,397,598    | 9,010     | 0.15                   | 7.17                          | 0.02                 |
| 23   | 广西壮族自治区   | 43,854,538    | 8,651     | 0.15                   | 0.05                          | 0.02                 |
| 24   | 重庆市           | 30,512,763    | 7,846     | 0.13                   | 0.40                          | 0.03                 |
| 25   | 上海市           | 16,407,734    | 6,468     | 0.11                   | 6.23                          | 0.04                 |
| 26   | 福建省           | 34,097,947    | 6,114     | 0.10                   | 1.05                          | 0.02                 |
| 27   | 陕西省           | 35,365,072    | 6,060     | 0.10                   | 3.43                          | 0.02                 |
| 28   | 宁夏回族自治区   | 5,486,393     | 4,898     | 0.08                   | 0.26                          | 0.09                 |
| 29   | 浙江省           | 45,930,651    | 3,604     | 0.06                   | 0.91                          | 0.01                 |
| 30   | 海南省           | 7,559,035     | 1,888     | 0.03                   | 0.14                          | 0.02                 |
| 31   | 西藏自治区       | 2,616,329     | 690       | 0.01                   | 0.03                          | 0.03                 |
|      | 现役军人         | 2,498,600     | 13,861    | 0.24                   | 12.41                         | 0.55                 |

### 蒙古国境内分布

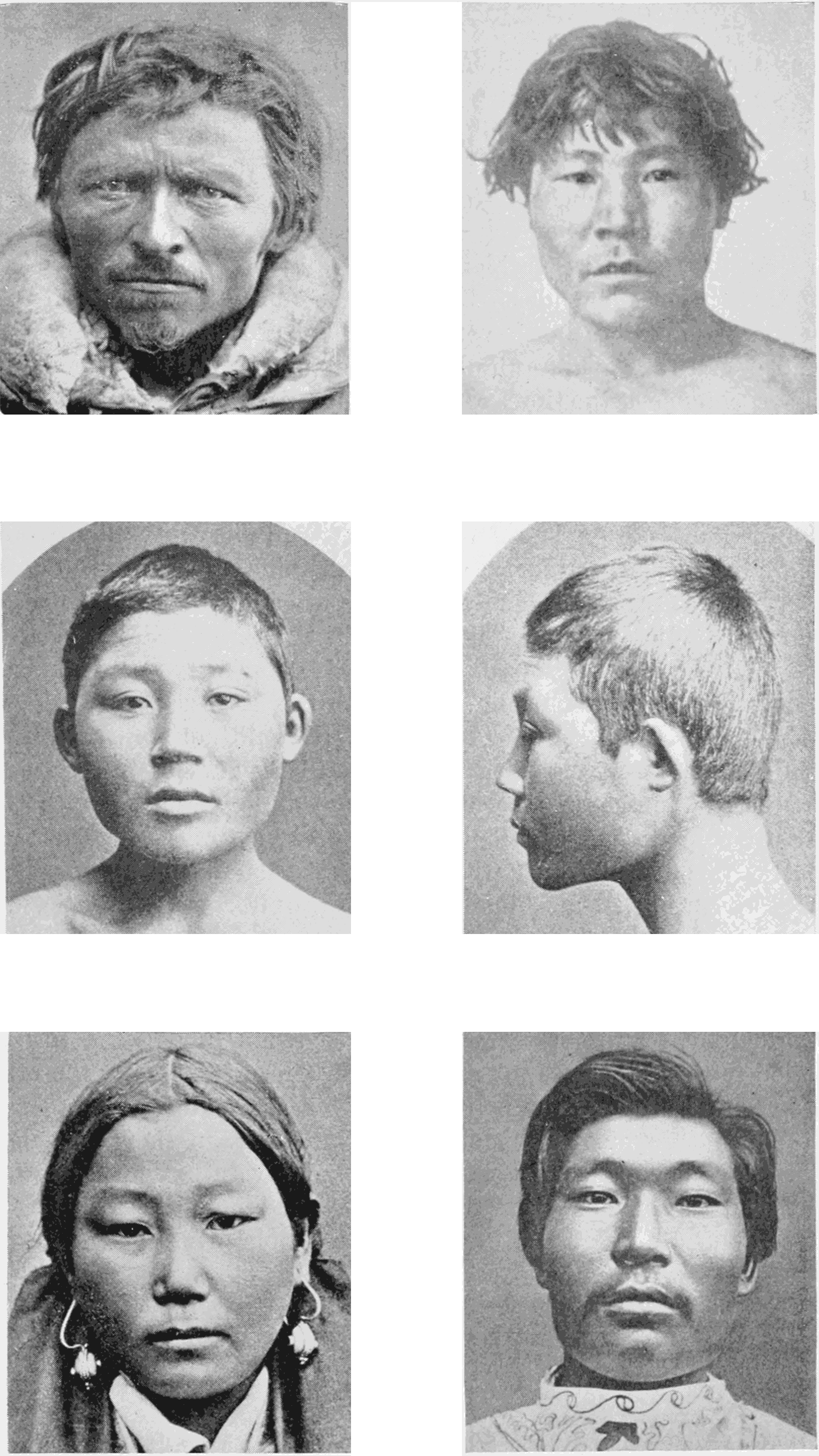
PSM V53 D767 Mongol types

蒙古国目前总人口约350万-360万人左右（2024年），其中84%是喀尔喀蒙古人。蒙古国97%以上的人口属于蒙古族，接近50%的人口都集中在首都乌兰巴托。

#### 境内部落
喀尔喀 · 巴尔虎 · 巴岳特 · 布里亚特 · 达尔罕 · 杜尔伯特 · 达里冈爱 · 明阿特 · 扎哈沁 · 额鲁特 · 土尔扈特 · 和托辉特 · 乌珠穆沁 · 阿尔泰乌梁海 · 辉特 · 图瓦乌梁海 · 色楞格察哈尔

#### 各部落人口
| 部落名称     | 1956    | 1963      | 1969      | 1979      | 1989      | 2000      | 2010      |
| 喀尔喀蒙古   | 639,141 | 775,376   | 911,079   | 1,235,806 | 1,610,424 | 1,934,674 | 2,168,141 |
| 杜尔伯特     | 25,667  | 31,339    | 34,725    | 45,053    | 55,208    | 66,706    | 72,403    |
| 巴牙惕       | 15,874  | 19,891    | 25,479    | 31,053    | 39,233    | 50,824    | 56,573    |
| 布里亚特     | 24,625  | 28,523    | 29,772    | 29,802    | 35,444    | 40,620    | 45,087    |
| 扎哈沁       | 15,772  | 14,399    | 15,662    | 18,957    | 23,478    | 25,183    | 32,845    |
| 達里甘嘎     | 16,852  | 18,587    | 20,603    | 24,564    | 29,040    | 31,909    | 27,412    |
| 阿爾泰烏梁海 | 10,833  | 13,140    | 15,057    | 19,475    | 22,998    | 29,766    | 26,654    |
| 达尔扈特     | 10,833  | 8,826     | 10,174    | 10,716    | 14,757    | 19,019    | 21,558    |
| 和托辉特     | ...     | ...       | ...       | ...       | ...       | 7,237     | 15,460    |
| 土尔扈特     | 4,729   | 6,028     | 7,119     | 8,617     | 10,050    | 12,628    | 14,176    |
| 和屯人       | 2,603   | 2,874     | 4,056     | 4,380     | 6,076     | 9,014     | 11,304    |
| 明嘎图       | 2,518   | 2,712     | 3,222     | 4,173     | 4,760     | 6,028     | 6,592     |
| 巴爾虎       | 2,458   | 2,343     | 2,305     | 1,999     | 2,130     | 2,506     | 2,989     |
| 烏珠穆沁     | 2,046   | 2,070     | 2,127     | 2,030     | 2,086     | 2,386     | 2,577     |
| 額勒吉斤     | ...     | ...       | ...       | ...       | ...       | 151       | 1,340     |
| 撒爾塔兀勒   | ...     | ...       | ...       | ...       | ...       | 1,540     | 1,286     |
| 缠头人       | ...     | ...       | ...       | ...       | ...       | 380       | 260       |
| 喀喇沁       | ...     | ...       | ...       | ...       | ...       | 266       | 152       |
| 察哈尔       | ...     | ...       | ...       | ...       | ...       | 123       | 132       |
| （浩齐特）   | ...     | ...       | ...       | ...       | ...       | ...       | ...       |
| （巴林）     | ...     | ...       | ...       | ...       | ...       | ...       | ...       |
| （科尔沁）   | ...     | ...       | ...       | ...       | ...       | ...       | ...       |
| （土默特）   | ...     | ...       | ...       | ...       | ...       | ...       | ...       |
| 蒙古国总人口 | 845,481 | 1,017,162 | 1,188,271 | 1,538,980 | 1,987,274 | 2,365,269 | 2,754,685 |

1. 1 2 3 4  未计入普查数据

### 俄罗斯境内部落及分布
俄罗斯有大约100万-110万左右的蒙古民族各部落支系，其中西伯利亚布里亚特蒙古人（约50万人）、卫拉特人（含卡尔梅克人约20万和杜爾伯特（Dörbed）），图瓦人约30万人，阿尔泰卫拉特人约12万人左右。

## 生活习俗

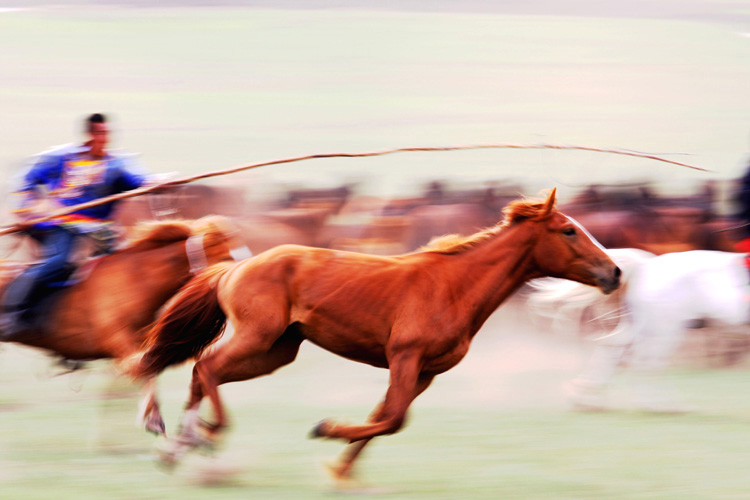
牧马的蒙古人。摄影作品《草原追风》作者邱佶

蒙古包为蒙古民族的传统住房。蒙古民族的传统交通运输工具主要有役畜和车辆两种。役畜以马和骆驼为主，车辆为勒勒车。蒙古族的饮食有粮食、奶食和肉食。蒙古族不吃青牛肉。
蒙古族最大的传统的节日性群众集会为“那达慕”，蒙古语意为娱乐、游艺，起源于13世纪初。蒙古族的传统节日有馬奶節、那達慕大會和新年（也稱白月）。

#### 那達慕大會

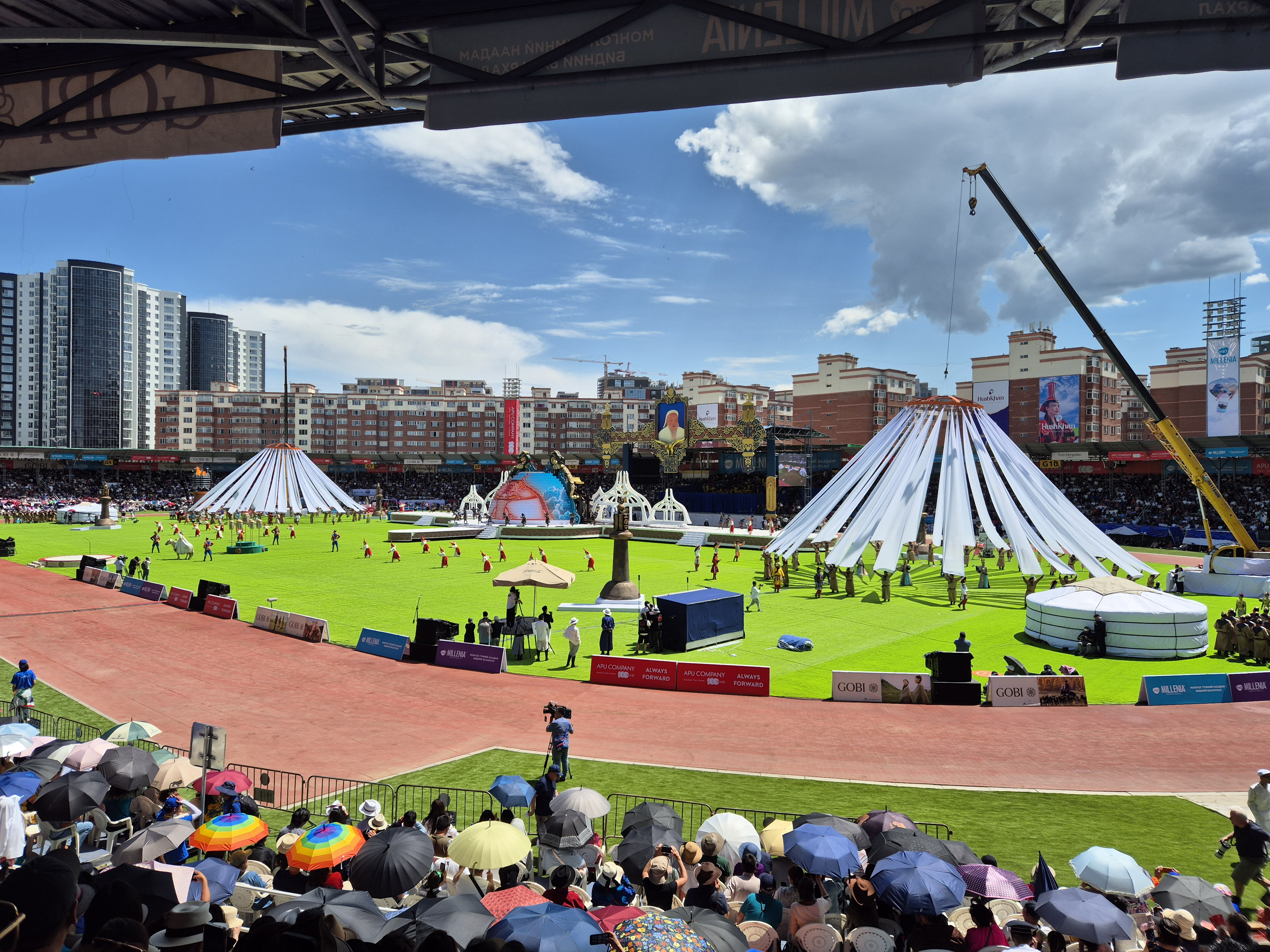
2024年，烏蘭巴托國慶伊赫那達慕大會開幕式

那達慕大會的前身為祭敖包，那達慕在蒙古語中意味「遊戲」或「娛樂」，同時也表達豐收的喜悅，為蒙古族一年一度的體育競技活動，於每年7月到8月間舉行。過去那達慕大會期間主要在進行大規模的祭祀活動，並舉辦民族特色的傳統體能競技活動，主要項目有賽馬、射箭及摔角，被蒙古族稱為「男子三藝」，此外還有武術、騎馬相關項目等體育賽事，發展至現今有的地方還增加了田徑、籃球、排球等體育項目，在那達慕大會中，亦有非體育的活動，例如蒙古長調、馬頭琴的文藝晚會、歌舞等，常被包裝成旅遊活動。

##### 男子三藝
- 賽馬是蒙古族傳統體育娛樂活動之一，蒙古賽馬比賽今多在那達慕大會時舉行。蒙古族賽馬不分男女老少均可參加，少則幾十人，多則上百人同時上場，直線賽跑，其距離不等，並且為了減少馬的負荷量，不論老少，大都不備馬鞍，不穿靴襪，只穿著華麗彩衣，配上彩帶。

比賽項目分為比馬的速度的快馬賽，一般為直線賽跑，賽程一般為20、30、40公裏，先達終點為勝；比賽馬步伐的穩健度與輕快的走馬賽；及蒙古族特有的顛馬賽。
- 射箭為那達慕最早的活動之一，在比賽項目中分為近射、騎射和遠射三項，其中又分別有25步、50步和100步之差。射箭比賽不分男女老少皆可參加，但凡參賽者都須自備馬匹和弓箭，款式、重量不限。規則是三輪九箭，每人每輪只能射三箭，以中靶數定名次。
- 摔角為蒙古族特別喜愛的體育活動，蒙古語稱為「博克．巴依勒德呼」，摔角手稱為「博克慶」，蒙古族的摔角有其特殊的服裝「昭德格」、規則和方法，故也稱之為蒙古式摔角。

「昭德格」的坎肩多用香牛皮、鹿皮或駝皮製成，皮坎肩上有鑲包（或稱作泡釘），以銅或銀製作，功能為便於對方抓緊，在皮坎肩的中央飾有精美的圖案。在下著部分，摔角手身著用十五、六尺長的白綢或各色綢料製成的套褲，寬大且多皺摺，前方雙膝繡有圖案。腳下著有蹬馬靴，腰部纏有寬皮帶或綢腰帶。「江嘎」是摔角手比賽得獎的證明，為繫在脖子上的彩條。

#### 飲食風俗

##### 奉茶
蒙古人的奉客之茶為一種稱作「史˙特˙次」的蒙古奶茶，當有客人來訪時，蒙古主人必定會端出來招待客人，而客人為了表達對主人的尊敬也必定會飲用奶茶，不然就會被認為有失禮節。「史˙特˙次」以茶磚和動物奶混和而成，並依地區不同加入不同的配料。

##### 蒙古菜
蒙古主食多以羊肉和乳製品為主，羊肉對於蒙古人而言不只為日常食物，在待客禮儀上也佔重要地位，故對於羊肉有特殊的烹飪方式，在禮節上，頭部要讓席上地位最高者食用，此外，為了保存和攜帶，也會將肉品製成肉乾。

#### 衣飾

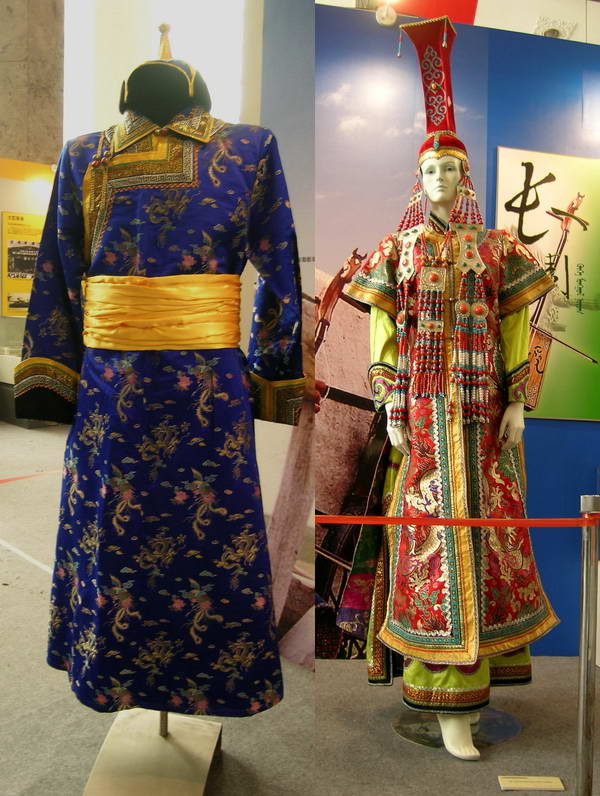
蒙古族传统服装

蒙古人服裝總稱為「德勒」，為右衽、束帶的長袍，男子與女子的服裝樣貌上無太大的差別，唯一不同的是女子多以花布或淺色衣料製衣，也有較多的鑲邊。男女皆會束帶，絲質，與衣袍同色。秋天較厚的夾袍稱作「呼本提˙迪魯」，另外還有稱作「帕坦斯」的背心，絲質，照在袍子外頭，會在背心上做裝飾，「可特魯」為蒙古人的鞋子，外型是無跟馬靴，鞋尖上翹，冬季寒冷時還會加上稱為「奧伊木思」的襪子。

## 社會、家庭與婚姻

### 社會
蒙古族早期為母系社會，採行氏族制度，爾後改行父系社會，至11世紀，由於生產方式從原先的狩獵轉變成為游牧為主的經濟生產方式，各氏族內部出現貧富差距，產生階級上的不同，除了私有制度取代先前的公有制度，個體家庭逐漸成為基本經濟單位外，氏族制度也因此瓦解，轉變成貴族制度，由貴族家族擔任統治者的地位的政治模式。
隨著私有制度的形成，各氏族部落為了壯大其規模開始相互征伐、相互整併，敗北的氏族部落則成為「屬民」，往後非血緣關係的氏族部落形成，產生部落首領選舉制，在轉變為豪門世襲制度，出現階級社會。

#### 社會階級名稱
- 可汗：氏族部落的最高統治者
- 那顏：重要官員
- 奴隸主：階級社會中，舊的氏族貴族成為奴隸主，掌握一定數量的百姓和軍隊
- 自由民：自由民為本族人，無戰事時從事生產，不具有政治地位
- 屬民：外族被俘虜者，為屬於其主的財產

在清代時，外蒙古的人口大約分為三種：那顏、阿勒巴圖（平民）和藏傳佛教的僧人。

### 家庭

#### 父系社會家庭
蒙古族為父系社會的家庭模式，男子地位突出，為家中的支配者，擁有家中的生產要素，都以男子做為家族繼承者，用來計算家世。女子在社會中地位低下，屬從屬地位，需要承擔家中沉重的家務勞動。
蒙古族的家庭大都屬於小家庭，一個家庭中成年後的男子都會分家，只留最小的幼子守家。上層社會階級的可汗和貴族階級的那顏家庭中人數較多，所擁有的財產和奴隸也較多，通常都有三妻四妾，在妻室和子女中也有嫡庶之別。

#### 家庭財產分配與繼承
《史集》紀載：「蒙古自古的風俗，在其生時，遣其諸長子居於外，分予財產、牲畜屬眾；其作則盡屬幼子。」
《蒙古法基本原則》紀載：「成吉思汗的大扎薩克規定，兄弟分家時財產按下列原則分配：年長者多得，年少者少得，末子繼承父業。」
蒙古族的傳統繼承方式為父親在世時，成年男子結婚後分家搬遷出去居住，並獲得一部份家產、牲畜，女子則是出嫁時會有相當數量的陪嫁品。在父親去世後，由正妻所生的最小的兒子（蒙古語稱之為「斡赤斤」，意為「守灶者」）繼承其父財產，管理家務，被稱作「幼子守灶」。直至現在，蒙古人分家依舊照此方法進行。

#### 親屬關係
蒙古族的親屬關係分為宗親、外親、妻親等，男系血統為宗親，女系血統為外親，妻的本親為妻親。親屬間的稱謂是由歷史形成的，不會隨意更改，血親只有在當事人死亡後自然消除，姻親則是在離婚的狀況下解除。在封建宗法制度下，外親、妻親皆為女系親，如外祖父（哈頓額卜格）、外祖母（哈頓額克）、外孫子（折扣兀）、姨（納哈出額格赤）、舅（納哈出）、岳父（哈敦額赤客）、岳母（哈頓額克）等，並且突出血統的地位，在婚姻、結親、家庭等都很注重血統。

### 婚姻
蒙古族行外婚制，也就是擁有血緣關係的親族之間不能相互通婚，僅能和外族通婚。

#### 婚姻制度
蒙古族婚制分為搶婚和聘婚兩種婚姻制度(在古代還有收繼婚)。
- 搶婚：搶婚的制度存在於奴隸社會，公元十三世紀之前蒙古族社會多為搶婚制，在部落戰爭中，搶婚和掠奪婚的情形屢見不鮮。
- 聘婚：聘婚為封建社會的一種婚姻形式，公元十三世紀之後蒙古族進入封建社會，普遍施行聘婚制，但仍然有搶婚的婚姻制度。

#### 婚俗習慣
蒙古族人通常在八月論及婚嫁，男方父母委託說親人選個好日子帶上兒子去女方家說親。女方家若是看上男方，便收下對方獻上的哈達和一盤餅食，親事便定下。冬天是舉行婚禮的好日子，經雙方商定日子後，新郎家會於傍晚時分到女方家接親，婚禮開始，婚禮節目接續上演直到天明，接親的隊伍才同送親的隊伍一道往新郎家出發。在新郎家不遠處停下，迎親隊伍連同新郎父母親人前來第二次的迎接，在婆婆為新娘揭開蓋頭後，新郎新娘要向父母、主婚人、親戚們行磕頭禮並敬酒，眾人也會在旁唱敬酒歌、跳舞。

## 文学艺术
13世纪初起，蒙古族开始根据回鹘、吐蕃等民族的文字创制蒙古文字。此后，各种形式的历史、文学作品相继问世，有些一直流传至今。其中，历史著作以《蒙古秘史》、《蒙古黄金史》、《蒙古源流》最为著名，被称为蒙古族的三大历史巨著。马头琴是蒙古族最具特色的传统乐器，民族传统舞蹈有安代舞、盅碗舞与筷子舞等。

### 文學
蒙古文學歷史悠久，具有十分豐富的內容、鮮明的民族風格，散發出濃郁的草原生活氣息，擁有一種雄渾剛健之美，作品內容多歌頌勇敢和堅強。
- 古代文學代表著作

| 英雄史詩       | 傳記式英雄史詩 | 史傳文學名著                     | 長篇歷史小說 | 民間敘事詩             | 民間故事敘事詩 | 諷刺笑話           |
| -------------- | -------------- | -------------------------------- | ------------ | ---------------------- | -------------- | ------------------ |
| 《江格爾》     | 《格斯爾》     | 《蒙古密史》（舊稱《元朝密史》） | 《青史演義》 | 《成吉思汗的兩匹駿馬》 | 《嘎達梅林》   | 《阿拉根倉的故事》 |
| 《勇士古那干》 |                |                                  | 《一層樓》   | 《孤兒傳》             |                |                    |
| 《汗青格勒》   |                |                                  | 《泣紅亭》   |                        |                |                    |

- 古代著名作家：古拉蘭薩、尹湛納希、丹金旺吉拉、噶莫拉、哈斯寶等
- 現代文學代表著作

| 長篇小說       | 小說集         | 長詩           |
| -------------- | -------------- | -------------- |
| 《茫茫的草原》 | 《花的草原》   | 《狂歡之歌》   |
|                | 《遙遠的戈壁》 | 《生命的禮花》 |

- 現代著名作家：納·賽音朝克圖、巴·布林貝赫、瑪拉沁夫、阿·敖德斯爾、安柯沁夫、扎拉嘎胡，劇作家朝克圖納仁、雲照光等

#### 江格爾
《江格爾》為蒙古英雄史詩，與藏族的《格薩爾》、柯爾克孜族的《瑪納斯》被譽為中國少數民族三大史詩，以口頭流傳的方式在民間流傳至今，經過歷代民間說書人的加工、豐富，如今的《江格爾》成為一部大型的英雄史詩，具有豐富的思想內容，目前已採錄到60多部，長達10萬行左右。這部史詩是以英雄江格爾所命名，而關於江格爾一詞的歷史解釋不一，也無明確的來源。此外，江格爾也是《江格爾》中的主角，傳說中江格爾為奔巴地區的首領烏宗·阿達爾汗之子。

##### 主要內容
作品都有一個完整的故事，可獨立成篇。其中部分故事情節方面有一定的聯繫，但大多數作品情節不連貫，貫穿《江格爾》的是共同的正面人物形象。《江格爾》故事繁多，歸納起來大致有三類主要故事情節，結義故事、婚姻故事及征戰故事，其中又以征戰故事在《江格爾》最為常見。內容多具強烈的愛國情懷、英雄主義及大型史詩，富有浪漫主義色彩，內含蒙古民間創作的藝術傳統和藝術手法，還採錄民間文學的各種韻文樣式，故《江格爾》在蒙古文學發展史上有著崇高的地位。
- 結義的故事敘述的是《江格爾》中英雄們經過戰場上的交鋒、或是各種考驗終於結為情同手足的盟誓兄弟的事跡。例如《阿拉譚策吉歸順江格爾之部》、《洪古爾和薩布爾的戰鬥之部》
- 婚姻的故事通過江格爾及其他英雄們娶親的經歷，展示出他們非凡的本領和高尚的品德。例如《洪古爾的婚事之部》、《薩里亨．塔布嘎的婚事之部》
- 征戰的故事描繪的是以江格爾為首的英雄們四處征戰、保家衛國的輝煌事蹟。例如《征服殘暴的西拉．古爾古汗之部》、《戰熟殘暴的芒乃汗之部》

#### 現代文學
現在所指的蒙古文學，一般指由1929年蒙古作家小組成立之後開始計算。在蒙古作家小組成立之後，提出了文學的階級性、新文學的理論基礎以及提高文學技巧等方面的問題。而在1956年，內蒙古文學工作會議上，宣布了內蒙古自治區作家協會正式成立，五十多年來發展之下，一個由蒙、漢、回、鄂溫克等多民族作家组成的文學隊伍已经形成。內蒙古作家協會不定期地召開具有代表性的民族作家和作品研討會，以凸現地域特色和民族特色來探討創作的得失，尋求文學創作普遍規律與地域文學個性相融合的捷徑。內蒙古作家協會還多次舉辦蒙漢文創作班，並推薦內蒙古自治區的一些優秀作品走向全國。
而在蒙古的現代文學出現後，在1920-1970年代湧現大量的文學作品，受到當時的政治社會影響，文學也呈現了各種不同的樣貌：

##### 1920年代至1930年代
此一時期由於尚在革命後的變革階段，出現的文學作品多為控訴封建制度的壓迫以及剝削，接露寺院的罪惡以及喇嘛的偽善、貪婪和荒淫無恥；一方面是頌揚革命後的新生活。通過新舊對比的描寫，顯示新社會的優越性，反映新一代人的覺醒。

##### 1940年代至1950年代
第二次世界大戰期間，由於蒙古地理位置接近蘇聯，且位於蘇日對抗的中線防線上，不少從軍的作家寫下了歌頌苏德战争的文學，也有表現蒙古國防題材的作品。

##### 1950年代至1960年代
此一時期二戰結束，戰後文學的內容描寫建設題材的作品，著力刻畫了知識分子的形象，在提倡的土地改革、三反五反等運動下，重建起社會制度的文化，描述知識分子對社會改革的貢獻。

##### 1960年代至1970年代
小說創作在此時更進一步發展，革命歷史題材、反映現實生活、工業建設以及農牧業發展等方面都有成長。還出現了科學幻想小說等新形式的長篇小說。受到當時大躍進和人民公社的影響，作品中也出現了大量關於煉鋼、知識份子下鄉還有工業改革的生活變化。

### 藝術

#### 舞蹈
蒙古多種多樣，著名的傳統舞蹈有馬刀舞、鄂爾多斯、筷子、安代、小青馬、盅碗舞等

#### 音樂
蒙古族被稱為「詩歌民族」、「音樂民族」，其音樂表現方式多樣，有讚詞、祝詞、對口唱、說書等形式，而「好力寶」是民間流行最廣的一種演唱形式。

##### 馬頭琴
馬頭琴在蒙古語中稱作「莫林胡耳」或是「綽耳」，是一種飾以馬頭的二絃琴。依文字記載，在13-14世紀的蒙古帝國時期，琴柄上裝飾著馬頭的絃樂器就已出現，馬頭琴流行於内蒙古、遼寧、吉林、黑龍江、甘肅、新疆等地的蒙古族中，馬頭琴从唐、宋时期的胡琴發展而成，成吉思汗时已流傳民間，並且馬頭琴在慶典儀式和日常生活具有超然的象徵意義。
馬頭琴的奇特設計與蒙古民族對馬的崇拜緊密相連。傳說從前牧人懷念死去的小馬，取小馬的腿骨為柱，頭骨為筒，尾毛為弓弦，制作成二弦琴，由于通常在琴桿的頂部按小馬模樣雕有一個馬頭而得名馬頭琴。
馬頭琴中空角形的琴身，承接在無琴衍設計之長頸，末端飾以馬頭雕刻，其正下方的兩個調釘突起，如同兩側的耳朵。琴箱兩面通常覆蓋著獸皮，琴弦與弓一般取自馬鬃。馬頭琴最有特色的音聲來自於弓與弦間滑動與敲擊，一般演奏技法是右手「推拉」琴弓，左手變換各種複雜指法，用食指和中指的指甲根從左向右頂弦，無名指和小指是用指尖從左向右頂弦，小指够不著裡弦時，它從外弦底下伸過去頂裡弦（奏外弦時直接頂弦）。
故馬頭琴多是獨奏曲目，但也能擔任舞蹈、長調、神話故事、慶典或與馬有關的日常活動伴奏，時至今日，馬頭琴的曲目仍保留著一些古老的馴獸曲調。由於主調和泛音同時出現，馬頭琴音樂一直很難用正式的記譜法記錄，便由師傅向徒弟口傳心授，世代相傳。
馬頭琴的傳統定弦有3種：
- 正四度A、d。
- 反四度a、e。
- 西部地區五度定弦d、a。

過去四十年，大部分的蒙古人已定居在城市，早已遠離滋養馬頭琴的歷史與精神環境，更有甚者，為了迎合舞台表演的需要，馬頭琴的音域被調得更高更大聲，遮蓋了微妙的音色變化。幸運的是，南部的遊牧社群仍然保存了不少馬頭琴表演方式以及相關的儀式與習俗。

## 宗教与信仰
蒙古早期信仰薩滿教，為蒙古古老原始宗教。薩滿教崇拜自然神靈和祖先神靈，在蒙古族中，他們所崇拜的「長生天」為蒙古薩滿信仰中重要的信仰神靈，尤其在成吉思汗的統治下薩滿教蔚為興盛，乃至元朝蒙古族統治中原，薩滿信仰在皇室、王公貴族及民間都有顯著的影響，在國家重要祭儀時，都由薩滿巫師主持祭儀典禮。在成吉思汗在位時期在宗教方面推行兼容並蓄之政策，薩滿教、基督教、道教、佛教、伊斯蘭教等皆曾在國家內流行過。直至元朝，忽必烈在位時期，其國師八斯巴曾向忽必烈及皇后、皇子等人宣揚佛教，於是佛教取代薩滿教在皇宮中的地位，但僅限於蒙古上層統治階層，民間仍以薩滿信仰為主。16世紀下半葉，蒙古土默特部阿拉坦汗（俺答汗）迎進宗喀巴的藏傳佛教格魯派，1578年阿拉坦汗和達賴喇嘛三世索南嘉措青海仰華寺召開法會舉行入教儀式。在儀式典禮上索南嘉措被阿拉坦汗封為「聖識一切瓦齊爾達喇達賴喇嘛」，達賴喇嘛的稱號也在此時產生。此後在明清兩朝的支持下，藏傳佛教逐漸代替了原先薩滿教的地位，在蒙古地區興盛起來，但薩滿教在東部地區的祭祀、占卜、治病活動仍有少部分的保留下來。藏传佛教逐渐取代萨满教，成为蒙古族的全民信仰。因此，喇嘛和诵经便成为敖包祭祀活动中的主角和重要内容。此外，藏传佛教法事活动还遍及蒙古族日常生产、生活的各个方面。
清代多将信仰伊斯兰教的蒙古人称为蒙古回回，各地蒙古回回亦有不同称谓。在内蒙古自治区阿拉善左旗，有少数信仰伊斯兰教的蒙古族穆斯林群体，他们在语言、服装上同其他蒙古族相似，但在宰杀牛羊的方式以及饮食禁忌上，和穆斯林相同而有别于其他蒙古族人。当地俗称缠头回回，文献中称蒙古回回或蒙古族穆斯林，清朝地方政府称蒙回。族群来源有多种说法，体貌特征接近于维吾尔族、哈萨克族、乌兹别克族。1950年代，中国政府将他们归于蒙古族。2015年的人口数据是1,255人。在青海省，还有信仰伊斯兰教、说蒙古语方言的托茂人，人口只有数百，原系青海蒙古和硕特部南右翼后旗的属民，但目前其被官方归为回族。

### 祭祀

#### 祭騰格里
長生天在蒙古語讀音為「騰格里」，意味蒼天之意，蒙古族以蒼天作為永恆的最高神祇，等同於游牧民族主神的存在，此外也有命運的意思。祭騰格里是蒙古重要的祭典之一，現今東部盟旗的民間祭天活動大都在七月初七、初八舉行，在祭天的儀式上分為以傳統奶製品供奉的「白祭」和宰羊血祭的「紅祭」。

##### 祭敖包
祭敖包為蒙古族流傳下來的傳統薩滿教祭祀活動，是草原民族崇尚自然神靈的表達方式之一和表達對於祖地、祖先的崇敬，敖包為蒙古語中的堆子或鼓包，大都設置在山丘、高山上，或當地地面開闊、景致優美處，敖包是用石頭堆一座圓形實心塔，裡頭放置神像，頂端繫有經文布條或牲畜角毛所立的柳條、樹枝。
每年農曆五月12、13日為蒙古的祭敖包日，供祭整熟牛羊肉、哈達、奶酒和奶製品等祭品，有條件的地方須請喇嘛法衣、法帽擺陣焚香、誦經，在主祭人致禱告詞後，眾人膜拜敖包祈禱，祈求天帝保佑風調雨順、人畜平安，最後往敖包上添加石塊或柳條進行修補，並懸掛新的經帆或五色布條。在祭祀儀式結束過後，常舉行騎馬、射箭、摔角等競技活動。

#### 祭火
蒙古族的牧民、獵民非常崇拜火，因為在薩滿教認為萬物皆有靈的觀念下，認為火是天地分開時所生，於是對「渥德噶賴汗．額赫」也就是火神母更加的崇敬。火祭分為年祭和月祭。
年祭在陰曆臘月二十三日舉行，在長者主持之下將黃油、白酒、牛羊肉等祭品投入火堆裡，作為感謝火神的祭品，感謝其庇佑，並祈禱來年豐收。月祭通常在每月初一、初二舉行。

#### 祭祀禮儀
- 血祭
- 火祭
- 酒祭
- 玉祭
- 灑祭

## 名人

### 古代
- 成吉思汗：名鐵木真，蒙古帝国奠基者和首任大汗。
- 札木合：鐵木真結拜兄弟兼最大的敵人。
- 窩闊台：鐵木真之子，蒙古帝國第二代大汗。
- 拖雷：鐵木真之子，蒙古帝國大將。
- 贵由：蒙古帝国第三代大汗。
- 蒙哥：蒙古帝國第四代大汗。
- 忽必烈：拖雷之子，元朝建立者，廟號世祖。
- 拔都：蒙古帝國大將，金帳汗國可汗，曾遠征歐洲。
- 旭烈兀：蒙古帝國大將，拖雷子，蒙哥汗和元世祖弟伊儿汗国的建立者，曾遠征至敘利亞等地。
- 萨都剌（雁门萨氏始祖，其后代民族认同多为中国蒙古族，明朝萨琦一代开始汉化）
- 道同：明代初年大清官。
- 孝莊文皇后：皇太極之妃，清世祖順治皇帝的母親，成吉思汗二弟哈撒兒的後裔。
- 噶爾丹：蒙古準噶爾汗国領袖。
- 裕谦：清代道光年间两江总督，第一次鸦片战争期间中方阵亡的最高级官员。
- 僧格林沁：清朝蒙古親王，為清末重臣，一代名将。
- 明安图：清朝数学家。
- 忽思慧：元代御醫。

### 現代
- 哈勒特马·巴特图勒嘎：蒙古国总统
- 巴玉藻：克什克腾部人，中国首架飞机的研制人。
- 萨本茂：中国首艘战舰的研制人。
- 阿思根：东蒙自治运动领导人
- 梁漱溟：现代著名思想家，哲学家，教育家，现代新儒家的早期代表人物之一，社会活动家，爱国民主人士，社会改造实践家。
- 旭日干：生物学家 ，中国工程院院士。
- 席慕蓉：台湾现代中文散文家、女诗人、知名画家。
- 萧乾：作家、记者和翻译家。
- 王立军：重庆市人民政府原副市长、公安局长，因为重庆打黑除恶行动而享有“反黑英雄”美誉。2012年2月6日，突然逃往美国驻成都总领馆，此事引起全球重大反响，被称为王立军事件。
- 李準：小說家和劇本家。
- 斯琴高娃：著名女演员，已经加入瑞士国籍。
- 斯琴格日乐：歌手、诗人。
- 斯琴高丽：中国大陸女歌手、演员。
- 孟克巴特尔：中国著名篮球运动员。
- 齐·宝力高：马头琴演奏家。
- 白岩松：记者、主持人。
- 德德玛：女中音歌唱家。
- 布仁巴雅尔：歌手、作曲家，中国国际广播电台蒙语节目的主持人，由于2006年春晚与家人演唱《吉祥三宝》而得到关注。
- 乌兰夫：中国人民解放军开国上将，曾任中华人民共和国副主席，有“蒙古王”之称。
- 腾格尔：歌手。
- 韩磊：歌手。
- 黛青塔娜：HAYA樂團主唱，HAYA樂團為一以蒙古音樂為基礎發展的民族樂團。
- 哈斯朝鲁：中国导演。
- 哈丰阿
- 鮑喜順：中国在世第一高人，身高2.36米。
- 乌云其木格：全国人大常委会原副委员长
- 巴特尔：全国政协副主席、国家民委主任。
- 傅莹：外交部原副部长。
- 张小平：2008年奥运会拳击冠军。
- 呼格吉勒图：1996年被冤杀，2014年被宣布无罪。
- 美丽其格
- 朝青龍明德
- 白鵬翔
- 乾德門：中華民國資深演員。
- 杨魏玲花：凤凰传奇组合主音歌手。
- 巴音朝鲁：吉林省委书记、省人大常委会主任。
- 車淑梅：香港電台節目主持人。
- 乌兰托娅：歌手。
- 王李丹妮：中國演員。
- 阿云嘎：中国歌手、音乐剧演员
- 石悦：网络播客、游戏媒体人
- 栢天男：香港男演員

## 研究書目
- Boris IA Vladimirtsov 著，張興唐、烏占坤 譯：《蒙古社會制度史》（臺北：中華文化出版事業委員會，1957年）.
- Thomas Barfield 著，袁劍 譯：《危險的邊疆：游牧帝國與中國》（南京：江蘇人民出版社，2011年）.
- 和田清 著，潘世憲 譯：《明代蒙古史論集》（北京：商務印書館，1984年）.
- 田山茂 著，潘世憲 譯：《清代蒙古社會制度》（北京：商務印書館，1987年）.
- 若松寬 著，馬大正 等 譯：《清代蒙古的歷史與宗教》（哈爾濱：黑龍江教育出版社，1994年）.